# Torneo de Halle 2010
El Torneo de Halle es un evento de tenis que se disputa en Halle, Westfalia, Alemania,  se juega entre el 5 y 13 de junio de 2010.

## Campeones
- Individuales masculinos:  Lleyton Hewitt derrota a   Roger Federer por 3–6, 7–6(4), 6–4

- Dobles masculinos:  Sergiy Stajovski /  Mijaíl Yuzhny derrotan a  Martin Damm /  Filip Polášek por 4–6, 7–5, [10–7]